# Тарасівська сільська рада (Олешківський район)
Тара́сівська сільська́ ра́да — адміністративно-територіальна одиниця та орган місцевого самоврядування в Олешківському районі Херсонської області. Адміністративний центр — село Тарасівка.

## Загальні відомості
- Територія ради: 77,926 км²
- Населення ради: 3 201 особа (станом на 2001 рік)

## Населені пункти
Сільській раді підпорядковані населені пункти:
- с. Тарасівка
- с. Клини
- с. Рідне
- с. Привітне

## Склад ради
Рада складається з 22 депутатів та голови.
- Голова ради: Бідашку Андрій Дмитрович
- Секретар ради: Федоришина Катерина Олександрівна

### Керівний склад попередніх скликань
| Прізвище, ім'я, по батькові | Основні відомості                                                         | Дата обрання | Дата звільнення |
| --------------------------- | ------------------------------------------------------------------------- | ------------ | --------------- |
| Коваленко Ольга Вікторівна  | Сільський голова, 1957 року народження, член Партії регіонів              | 26.03.2006   | 31.10.2010      |
| Бідашку Андрій Дмитрович    | Сільський голова, 1968 року народження, освіта вища, член Партії регіонів | 31.10.2010   |                 |

Примітка: таблиця складена за даними сайту Верховної Ради України

### Депутати
За результатами місцевих виборів 2010 року депутатами ради стали:

#### За суб'єктами висування
| Суб'єкт висування           | Кількість обраних депутатів | %    |
| --------------------------- | --------------------------- | ---- |
| Партія регіонів             | 11                          | 50   |
| Комуністична партія України | 7                           | 31,8 |
| Самовисування               | 4                           | 18,2 |

#### За округами
| № округу                    | Прізвище, ім'я, по батькові       | Дата визнання обраним | Освіта  | Партійна приналежність            | Відомості про обраного депутата                                 |
| --------------------------- | --------------------------------- | --------------------- | ------- | --------------------------------- | --------------------------------------------------------------- |
| Комуністична партія України |                                   |                       |         |                                   |                                                                 |
| 6                           | Фомін Микола Матвійович           | 03.11.2010            | середня | член Комуністичної партії України | тимчасово не працює                                             |
| 7                           | Старостюк Андрій Іванович         | 03.11.2010            | середня | член Комуністичної партії України | Цюрупинський РЕМ і ЕЗ, наглядач підстанції                      |
| 9                           | Радіонов Микола Іванович          | 03.11.2010            | вища    | позапартійний                     | пенсіонер                                                       |
| 12                          | Карплюх Валентин Степанович       | 03.11.2010            | середня | член Комуністичної партії України | ВАТ «Херсонгаз», газо                                           |
| 16                          | Густенко Олександр Миколайович    | 03.11.2010            | вища    | позапартійний                     | тимчасово не працює                                             |
| 17                          | Цисар Володимир Петрович          | 03.11.2010            | вища    | позапартійний                     | пенсіонер                                                       |
| 20                          | Кравченко Вадим Анатолійович      | 03.11.2010            | вища    | позапартійний                     | Тарасівська загальноосвітня школа I-III ст., вчитель            |
| Партія регіонів             |                                   |                       |         |                                   |                                                                 |
| 1                           | Садова Олена Григорівна           | 03.11.2010            | вища    | член Партії регіонів              | Тарасівська загальноосвітня школа I-III ст., вчитель            |
| 2                           | Данилевич Лілія Анатоліївна       | 03.11.2010            | вища    | член Партії регіонів              | Тарасівська загальноосвітня школа I-III ст., вчитель            |
| 3                           | Васильченко Наталія Федорівна     | 03.11.2010            | вища    | член Партії регіонів              | Готель «Вояж», головний адміністратор                           |
| 4                           | Кравченко Любов Миколаївна        | 03.11.2010            | середня | член Партії регіонів              | пенсіонер                                                       |
| 8                           | Липай Наталія Миколаївна          | 03.11.2010            | середня | член Партії регіонів              | Тарасівський фельдшерсько-акушерський пункт, медичний працівник |
| 10                          | Гулєвата Юлія Олександрівна       | 03.11.2010            | вища    | член Партії регіонів              | Тарасівська сільська бібліотека, завідувач                      |
| 11                          | Пофаленко Олена Вікторівна        | 03.11.2010            | вища    | член Партії регіонів              | Тарасівська сільська бібліотека, бібліотекар                    |
| 13                          | Карплюх Василь Васильович         | 03.11.2010            | середня | член Партії регіонів              | тимчасово не працює                                             |
| 14                          | Щербина Світлана Володимирівна    | 03.11.2010            | вища    | член Партії регіонів              | Тарасівська загальноосвітня школа I-III ст., вчитель            |
| 15                          | Юреніна Валентина Василівна       | 03.11.2010            | вища    | член Партії регіонів              | тимчасово не працює                                             |
| 18                          | Новохижний Микола Анатолійович    | 03.11.2010            | вища    | член Партії регіонів              | тимчасово не працює                                             |
| Самовисування               |                                   |                       |         |                                   |                                                                 |
| 5                           | Федоришина Катерина Олександрівна | 03.11.2010            | вища    | позапартійна                      | Тарасівська сільська рада, секретар                             |
| 19                          | Марченко Олена Олександрівна      | 03.11.2010            | вища    | позапартійна                      | Клинівський дошкільний навчальний заклад, завідувачка           |
| 21                          | Макарчук Ольга Володимирівна      | 03.11.2010            | вища    | позапартійна                      | відділ поштового зв'язку с. Клини, начальник                    |
| 22                          | Лисюк Сергій Дмитрович            | 03.11.2010            | середня | позапартійний                     | тимчасово не працює                                             |

## Населення
Згідно з переписом УРСР 1989 року чисельність наявного населення села становила 2761 особа, з яких 1257 чоловіків та 1504 жінки.
За переписом населення України 2001 року в селі мешкало 3200 осіб.

### Мова
Розподіл населення за рідною мовою за даними перепису 2001 року:
| Мова       | Відсоток |
| ---------- | -------- |
| українська | 95,66 %  |
| російська  | 3,91 %   |
| молдовська | 0,28 %   |
| білоруська | 0,09 %   |
| болгарська | 0,03 %   |